# Ribas de la Valduerna
Pour les articles homonymes, voir Ribas.
Ribas de Valduerna est une localité espagnole située au sud-ouest de la province de León, à 53,6 kilomètres de León et 4,8 kilomètres de La Bañeza. Elle compte 133 habitants.